# Lethrinops lunaris
Lethrinops lunaris är en fiskart som beskrevs av Trewavas, 1931. Lethrinops lunaris ingår i släktet Lethrinops och familjen Cichlidae. IUCN kategoriserar arten globalt som livskraftig. Inga underarter finns listade i Catalogue of Life.